# UJ-25 Skyline
L'UJ-25 Skyline est une munition rôdeuse à réaction, en service dans les forces armées ukrainiennes.

## Conception
L’UJ-25 est une version armée du drone cible Ukrjet UJ-23 Topaz. Les deux aéronefs ont un fuselage en forme de missile, des ailes en flèche inversée vers l’avant, un empennage en V et des entrées d’air montées sur le dessus à l’arrière du fuselage, alimentant un turboréacteur. L’UJ-25 ne diffère extérieurement de l’UJ-23 que par ses plans canards avant. Bien que les spécifications du Skyline ne soient pas connues, le Topaz a une vitesse de croisière de 600 km/h, une vitesse de pointe de 800 km/h, une autonomie de 90 minutes et un rayon d'action de 400 km avec une charge utile de 10 kg. Il est guidé soit par une liaison de commande manuelle, soit en suivant un itinéraire préprogrammé. En tant que drone kamikaze à usage unique, l’UJ-25 pourrait avoir une portée d’environ 800 km, assez longue pour atteindre Moscou. Sa propulsion à réaction le rend plus difficile à contrer que les drones Shahed 136 à moteur à pistons utilisés par la Russie, car sa vitesse plus rapide, combinée à une taille relativement petite, réduit le temps de réaction de la défense antiaérienne pour tenter de l’intercepter.

## Historique
L’UJ-25 a été montré pour la première fois publiquement en septembre 2023 dans le cadre d’une interview de CNN sur la guerre des drones pendant l’invasion de l'Ukraine par la Russie. Sa première utilisation de combat connue a eu lieu le 22 décembre 2023, lorsque l’un d’eux s’est écrasé sur le toit d’une maison mais n’a pas explosé dans la ville ukrainienne de Berdiansk, occupée par la Russie, dans l’est de l’oblast de Zaporijjia,.